# ۱۳۴۲ (خورشیدی)
۱۳۴۲ هزار و سیصد و چهل و دومین سال هجری خورشیدی سالی عادی بود.

## رویدادها
- ۱۵ خرداد - قیام ۱۵ خرداد
- ۲۰ تیر: آغاز کار راه تازهٔ فرحزاد به تهران.[۱]
- ۳۰ دی - محمدرضا پهلوی پتروشیمی آبادان را افتتاح کرد.
- ۲۸ بهمن - موافقتنامه پترو شیمی بین ایران و انستیتوی فرانسوی نفت امضا شد.
- ۲۹ بهمن - مجلس شورای ملی لایحه ایجاد سپاه بهداشت را تصویب کرد.
- ۱۷ اسفند - تهران - حسنعلی منصور نخست‌وزیر ایران شد.

## زادروزها
- ۲۲ اردیبهشت - رامین زمانی، [۲] آهنگ‌ساز،  موسیقی‌دان، تنظیم‌کنندهٔ و ترانه‌سرای ایرانی [۳]
- ۱۵ خرداد -فرهاد اسمعیلی قدسی، پژوهشگر و استاد فیزیک دانشگاه
- ۱۹ تیر - فاطمه گودرزی، بازیگر
- ۲ مرداد - سیروس کهوری نژاد، بازیگر
- ۱۵ شهریور - عبدالجبار کاکایی، شاعر، ترانه‌سرا
- ۱۲ بهمن - الهه رضایی، مجری برنامه کودک
- ۷ اسفند - ایرج نوذری، بازیگر
- ابراهیم فیاض، پژوهشگر و استاد دانشگاه
- شاهین محمدصادقی، نماینده و عضو هیئت‌رئیسه مجلس شورای اسلامی
- امیر حیات‌مقدم، رئیس پژوهشکده امنیت ملی
- داوود آزاد، نوازنده و خواننده

## درگذشت‌ها
- ۱۱ شهریور - فضل‌الله زاهدی، نظامی و نخست‌وزیر ایران